# Live 4/30/96
Live 4/30/96 is het eerste en enige livealbum van de Amerikaanse punkband Jawbreaker. Het album bevat onder andere drie nummers die in de studio zijn opgenomen, maar nooit zijn uitgebracht. Live 4/30/96 werd uitgegeven op 2 november 1999 via Blackball Records, het platenlabel van de band zelf.

## Nummers
1. "Intro" - 0:10
2. "Jinx Removing" - 3:18
3. "Save Your Generation" - 3:53
4. "Ashtray Monument" - 3:14
5. "Accident Prone" - 6:18
6. "Boxcar" - 1:52
7. "Gemini" - 3:08
8. "Parabola" - 3:44
9. "For Esme" - 2:47
10. "Shirt" - 2:27